# Mugel
Mugel är en bergstopp i Österrike.   Den ligger i distriktet Leoben och förbundslandet Steiermark, i den östra delen av landet, 130 km sydväst om huvudstaden Wien. Toppen på Mugel är 1 630 meter över havet, eller 167 meter över den omgivande terrängen. Bredden vid basen är 1,2 km.
Terrängen runt Mugel är huvudsakligen lite bergig. Närmaste större samhälle är Leoben, 7,6 km väster om Mugel. 
I omgivningarna runt Mugel växer i huvudsak blandskog. Runt Mugel är det ganska tätbefolkat, med 62 invånare per kvadratkilometer.